# 戦域
戦域（せんいき、英語: theater / theatre）とは、重要な軍事的事象が発生したり、進行したりしている領域のことである。戦域には、戦争作戦に関与している、または関与する可能性のある空域・陸地・海域全体を含みうる。

## 戦時における戦域
カール・フォン・クラウゼヴィッツは、著書『戦争論』において、Kriegstheaterという用語（17世紀の古いラテン語のtheatrum belliを翻訳したもの）を次のように定義している。

## 作戦領域
作戦領域（英語: Theater of operations、TO）とは、戦域の下位区分である。 作戦領域の境界は、戦域内の戦闘活動を調整・サポートする司令官によって定められる。
作戦領域は、戦時であるか平時であるかに応じて、戦略的指揮や軍管区などに区分される。米軍は、特定の軍事作戦領域に割り当てられた統合軍（地域）に分割され、戦略的指揮に基づいてタスクフォース・野戦部隊・戦闘群が組織される。
一般的に戦略的な指揮または指示は、多くの戦術的な軍事編成または作戦指揮を組み合わせてなされる。現代の軍隊では、戦略軍（英語: strategic command）は、戦闘団（英語: group）の組み合わせなどである戦闘部隊（英語: combat command）としてより知られている。

## ソビエトとロシアの軍隊
ソビエト軍とロシア軍は、大陸の地理的領域とその境界の海域、島、隣接する海岸 、空域など、大きな地理的区画を戦域として分類している。「戦域」を表すロシア語は、театр военных действий （ТВД ）である。
大陸・海洋地域の分割は、戦略軍団の作戦計画立案にあたっての境界を定め、第二次世界大戦における第1ウクライナ戦線や北部戦線のように、特定の重要な"戦略的方向"、すなわち従来戦場に応じて命名された"戦線"（фронт、方面軍）の軍事行動を可能にするのである。
戦略的指揮の緊急性が低下した平時において、"戦線"は割り当てられた作戦セクションを担当する軍管区に改められた。

## アメリカ合衆国

アメリカ合衆国の統合軍。

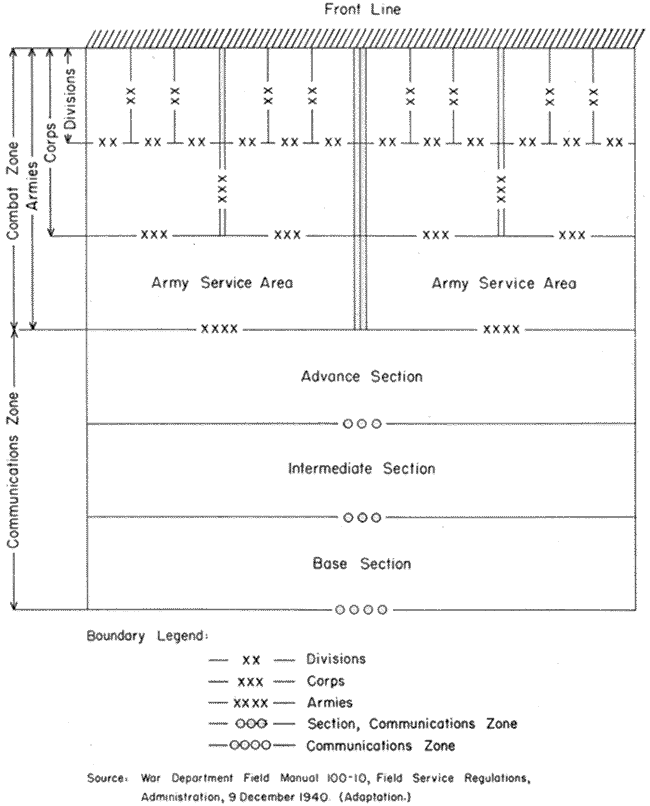
1940年に陸軍省のドクトリンによって構想され、図12として示された作戦領域での典型的な組織。

「作戦領域」という用語は、アメリカ陸軍野戦教本では、軍事作戦に付随する行政活動に必要な領域を含む、侵略または防御される陸海域として定義されていた（チャート12）。第一次世界大戦の経験を踏まえて、継続的な作戦が行われる大規模な陸地と考えられており、主に2つの区域、すなわち戦闘ゾーン（戦闘が活発に行われる区域）と連絡ゾーン（戦域の管理に必要な区域）に分割されていた。軍隊が前進するにつれて、これらの区域も新たな支配地域に進出していく。